# Bro Station
Bro Station er et tidligere holdested på Als, der eksisterede fra 1898 til 1933. Der var ingen stationsbygning på stedet, kun et blikskur til gods. Dog blev der opført en købmandshandel i 1924 med ventesal, der også fik billetsalg.
|  | Denne artikel om stationen Bro Station kan blive bedre, hvis der indsættes et (bedre) billede. Du kan hjælpe ved at afsøge Wikimedia Commons for et passende billede eller uploade et godt billede til Wikimedia Commons iht. de tilladte licenser og indsætte det i artiklen. |

| Jernbane | Spire Denne jernbaneartikel er en spire som bør udbygges. Du er velkommen til at hjælpe Wikipedia ved at udvide den. |

54°57′0.15″N 9°53′42.43″Ø / 54.9500417°N 9.8951194°Ø